# Casa di Giovan Battista Foggini
La casa di Giovan Battista Foggini è un edificio storico del centro di Firenze, situato in via Maggio 48, zona Oltrarno.

## Storia e descrizione
La casa è segnalata dalla letteratura per essere stata residenza di Giovanni Battista Foggini, architetto di corte che qui aveva la comodità di essere molto vicino a palazzo Pitti. L'artista inoltre aveva a sua disposizione le fucine in borgo Pinti (dal 1687), già del Giambologna e dove pare che lo stesso Foggini morì, il 12 aprile 1725. Quella casa-bottega dopotutto aveva il pregio di essere acquartierata al piano terra, dove l'artista già gravemente malato poteva muoversi senza fare scale. 
Questo edificio invece è sviluppato su quattro assi per quattro piani più un mezzanino, e presenta al piano terreno una successione di quattro archi. Ai piani superiori si allineano sulla superficie intonacate le finestre architravate e incorniciate da modanature in pietra. Al centro, tra il secondo e il terzo piano, è ciò che resta di uno scudo recante un'arme oramai leggibile solo nella porzione inferiore, con un castello su fondo a sbarre. 
Nel repertorio di Bargellini e Guarnieri (1977) si dice l'edificio eretto a chiudere il tratto ovest dell'antica via Cara (via de' Marsili), che attraversava via Maggio e si ricongiungeva con borgo Tegolaio. 
Negli anni 1970 vi aveva lo studio il restauratore Osvaldo Parrini, che aveva una particolare devozione verso Leopoldo II di Toscana, sotto il cui busto teneva sempre acceso un lumicino.